# Franciszek Kobielski (zm. 1773)
Franciszek Kobielski herbu Poraj (ur. ok. 1724 w Gnieźnie – zm. w 1773 roku) – polski duchowny rzymskokatolicki, biskup pomocniczy łucki.

## Życiorys
28 stycznia 1760 papież Klemens XIII prekonizował go biskupem pomocniczym łuckim oraz biskupem in partibus infidelium Emmaüs. 13 kwietnia 1760 przyjął sakrę biskupią z rąk biskupa łuckiego Antoniego Erazma Wołłowicza. Współkonsekratorami byli biskup pomocniczy kamieniecki Adam Wojna Orański oraz unicki biskup łucko-ostrogski Stefan Rudnicki-Lubieniecki OSBM.